# Pleugriffet
Pleugriffet (bret. Ploueg-Grifed) – miejscowość i gmina we Francji, w regionie Bretania, w departamencie Morbihan.
Według danych na rok 1990 gminę zamieszkiwało 1105 osób, a gęstość zaludnienia wynosiła 29 osób/km² (wśród 1269 gmin Bretanii Pleugriffet plasuje się na 540. miejscu pod względem liczby ludności, natomiast pod względem powierzchni na miejscu 166.).